# عرب فنزويلا
عرب فنزويلا يقيمون في فنزويلا وتعتبر فنزويلا مواطن للمغتربين من أصل عربي أو النسب. هناك حوالي 800,000 من الفنزويليين من أصل عربي، ومعظمهم من لبنان، سوريا وفلسطين. وتعتبر فنزويلا واحدة من أضخم التجمعات السكانية العربية في الأمريكتين. 

## التاريخ
الهجرة
بدأت الهجرة العربية إلى فنزويلا في وقت مبكر من القرون 19 و 20. وجاء معظمها من لبنان، سوريا، وفلسطين، وبتركيز أكثر في كراكاس.
لقد أثّرت الهجرة العربية إلى فنزويلا في الثقافة الفنزويلية، خاصة في المواد الغذائية والموسيقى العربية. معظم الفنزويليين العرب من لبنان من حيث النسب وعددهم حوالي 340,000 وبالإضافة إلى 400000 هم من نسل الشعب أساسا من سوريا وكذلك أيضا من فلسطين.
في الدين، فإن غالبية عرب فنزويلا هم من المسيحيين الذين ينتمون إلى الكنيسة الرومانية الكاثوليكية، الأرثوذكسية الشرقية والكنائس الكاثوليكية الشرقية، هناك عدد قليل من المسلمين.

## شخصيات من عرب فنزويلا
- Tarek El Aissami—وزير الداخلية الفنزويلي وزير العدل EN
- طارق صعب—سياسي، المحامي والشاعر—من أصل لبناني EN
- دانيال مصطفى—ممثل المؤلف، * Coraima Torres—ممثلة
- Alexandra Kabche—الناجين من الكارثة الجوية Conviasa، 13 سبتمبر 2010
- اليزابيث أيوب—المغني، ممثلة EN